# Margaret Morton
Margaret Morton (n. 29 ianuarie 1968, Ayrshire⁠(d), Scoția, Regatul Unit) este o jucătoare de curl ce a reprezentat Scoția, medaliată olimpică. A participat la o ediție a Jocurilor Olimpice (2002) în care a câștigat o medalie de aur.

## Participări
Lista de mai jos prezintă principalele competiții la care a participat Margaret Morton de-a lungul carierei.
- curling at the 2002 Winter Olympics[*]